# Ar-Rihanija
Ar-Rihanija (arab. ‏الريحانية‎) – nieistniejąca już arabska wieś, która była położona w Dystrykcie Hajfy w Mandacie Palestyny. Została wyludniona i zniszczona podczas wojny domowej w Mandacie Palestyny, po ataku żydowskiej Hagany w dniu 30 kwietnia 1948 roku.

## Położenie
Ar-Rihanija leżała w północnej części płaskowyżu Manassesa. Wieś była położona na wysokości 225 metrów n.p.m., w odległości 25 kilometrów na południowy wschód od miasta Hajfa. Według danych z 1945 roku do wsi należały ziemie o powierzchni 193 ha. We wsi mieszkało wówczas 240 osób.
| własność gruntów | powierzchnia gruntów (hektary) |
| ---------------- | ------------------------------ |
| Arabowie         | 188,5                          |
| Żydzi            | -                              |
| publiczne        | 4,5                            |
| Razem            | 193                            |

| Rodzaj użytkowanych gruntów | Arabowie (hektary) |
| --------------------------- | ------------------ |
| uprawy nawadniane           | 7,3                |
| uprawy zbóż                 | 176,1              |
| zabudowane                  | 4,6                |
| nieużytki                   | 5                  |

## Historia
Nie jest znana data założenia wioski. W wyniku I wojny światowej, w 1918 roku cała Palestyna przeszła pod panowanie Brytyjczyków, którzy utworzyli Mandat Palestyny. W okresie panowania Brytyjczyków Ar-Rihanija była niewielką wsią, której mieszkańcy utrzymywali się z upraw zbóż. Od 1888 roku istniała w niej szkoła dla chłopców. We wsi znajdował się także jeden meczet. W 1941 roku w jej sąsiedztwie powstał żydowski kibuc Ramat ha-Szofet, a w 1944 roku moszaw En ha-Emek.
Przyjęta 29 listopada 1947 roku Rezolucja Zgromadzenia Ogólnego ONZ nr 181 zakładała podział Palestyny na dwa państwa: żydowskie i arabskie. Plan podziału przyznawał obszar wioski Ar-Rihanija państwu żydowskiemu. Żydzi zaakceptowali plan podziału, jednak Arabowie doprowadzili dzień później do wybuchu wojny domowej w Mandacie Palestyny. Od samego początku wojny wieś była wykorzystywana przez arabskie milicje, które sparaliżowały żydowską komunikację w regionie. Stoczona w dniach 4-14 kwietnia 1948 roku bitwa o Miszmar ha-Emek rozstrzygnęła o dalszych losach okolicznych wsi arabskich. W dniu 30 kwietnia 1948 roku siły Hagany zajęły wieś Ar-Rihaniji. Wysiedlono wszystkich jej mieszkańców, a następnie wyburzono jej domy .

## Miejsce obecnie
Teren wsi Ar-Rihanija pozostaje opuszczony, jednak jej pola uprawne zajęły sąsiedni kibuc Ramat ha-Szofet i moszaw En ha-Emek.
Palestyński historyk Walid Chalidi tak opisał pozostałości Ar-Rihaniji:

Gruz z domów jest usypany w stosach, które są pokryte brudem, krzewami i cierniami. W północnej części dolnej części wzgórza jest dobrze widoczny cmentarz wsi (obecnie porośnięty kaktusami).